# Tioga (Pennsylvania)
Tioga borough az USA Pennsylvania államának Tioga megyéjében. Lakosainak száma 606 fő (2020. április 1.).

## Népesség
A település népességének változása:
| Lakosok száma | 450  | 666  | 606  |
|               | 1860 | 2010 | 2020 |